# Centre Powerade
Le centre Powerade est une aréna d'une capacité de 5 000 places située à Brampton, ville de la banlieue de Toronto, au Canada.
Elle est le domicile de plusieurs équipes professionnelles de hockey sur glace, dont le Battalion de Brampton en Ligue de hockey de l'Ontario, le Thunder de Brampton, équipe féminine de la Ligue canadienne de hockey féminin et le A's de Brampton de la Ligue nationale de basketball du Canada.